# Jumeirah

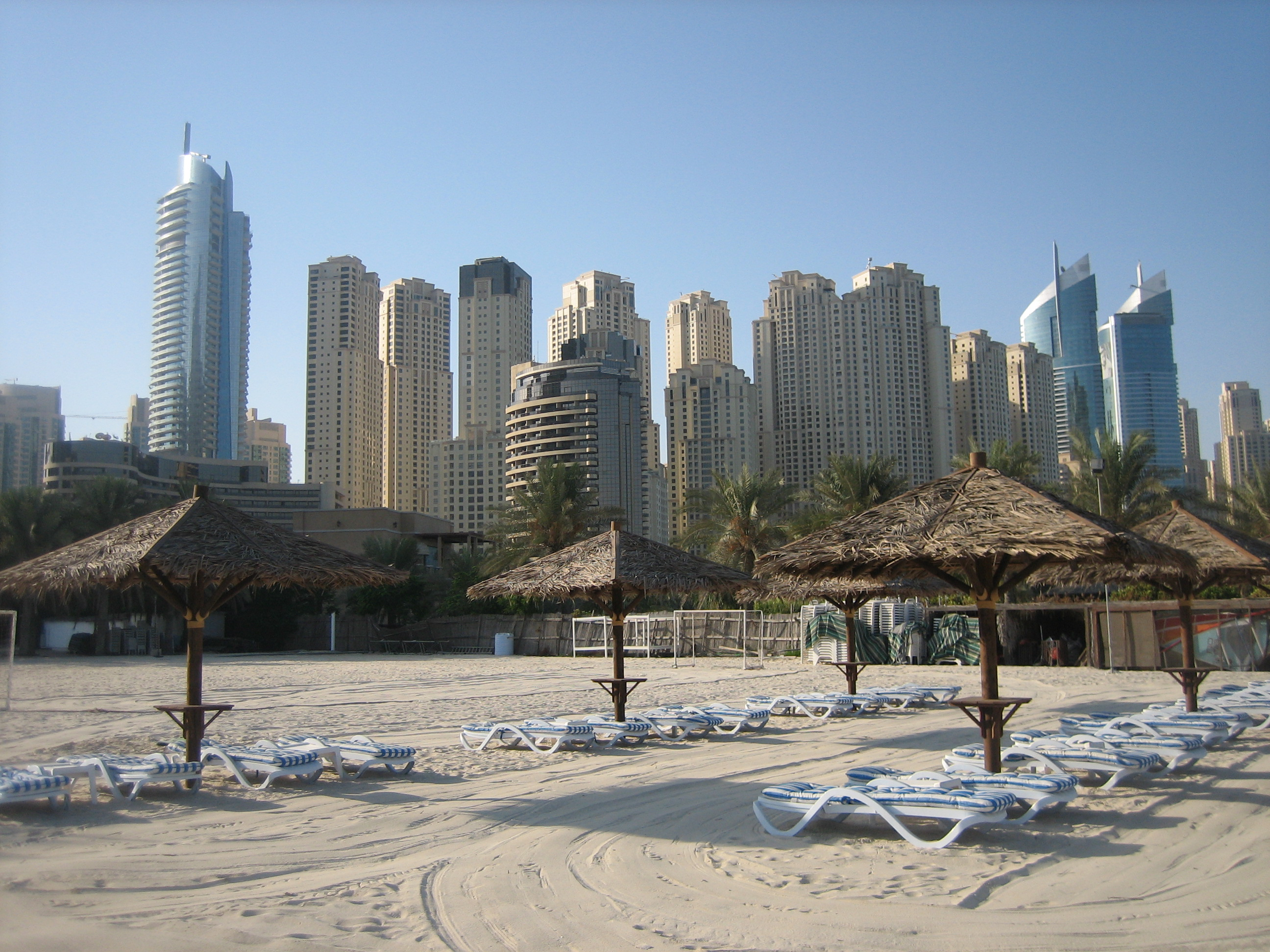
Plage de Habtoor Grand Resort Spa à Jumeirah Beach, Dubai

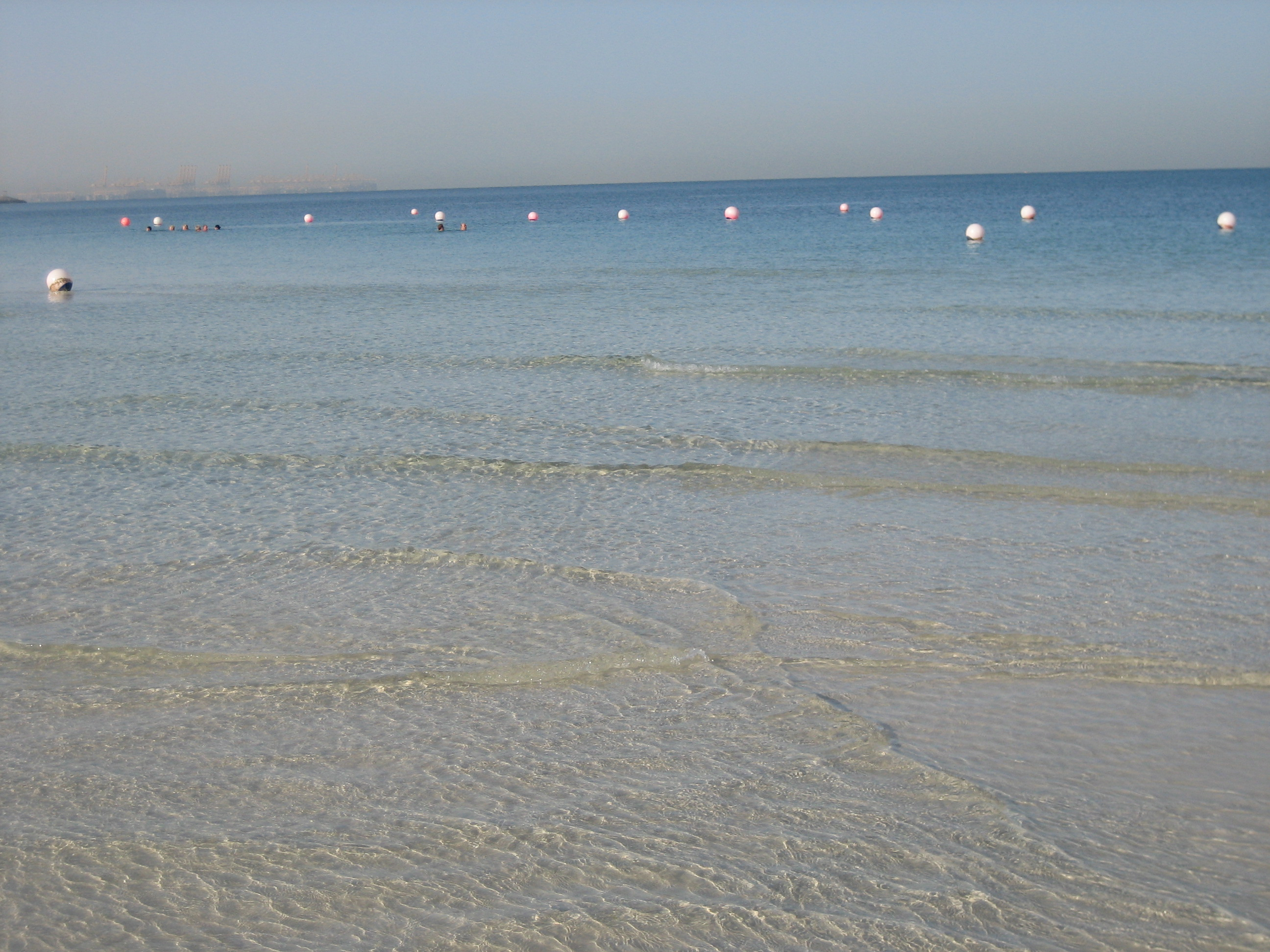
Plage et mer à Jumeirah Beach, Dubaï

Jumeirah (en arabe : جُمَيْرَا (Jumayrā), prononciation émiratie : [dʒʊˈmeːrɐ]) est une zone résidentielle côtière de Dubaï, aux Émirats arabes unis, comprenant principalement des logements privés de faible hauteur et des développements hôteliers. Il possède à la fois des propriétés individuelles chères et grandes ainsi que des maisons de ville plus modestes construites dans différents styles architecturaux. La région est populaire auprès des expatriés travaillant dans l'émirat et est familière à de nombreux touristes visitant Dubaï.    

## Histoire
Les fouilles archéologiques montrent que la région était habitée dès l'époque abbasside, environ au Xe siècle de notre ère. À l'heure actuelle, il semble s'agir de la partie côtière d'une sous-région d'Arabie orientale appelée Tawam, qui comprend la ville d'Al-Aïn dans l'émirat d'Abou Dabi et la ville omanaise adjacente d'Al-Buraymi,.